# Kessilé Tchala
Kessile Sare Tchala, né en 1953 Ouaké au Bénin, ancien ministre, est un chirurgien urologue et homme politique béninois.

## Biographie

### Enfance et formations
Kessilé Tchala est né à Ouaké en 1953. Il étudie la médecine en Pologne de 1975 à 1982. Il se spécialise dans la transplantation rénale.

### Carrière
Kessilé Tchala pratique la médecine en France, où il est chirurgien urologue,. Il est nommé ministre de la Santé du Bénin dans le gouvernement de Boni Yayi du 17 juin 2007. Une année plus tard, il est limogé de ce poste et est nommé dans la foulée conseiller spécial du Président de la République chargé de la gestion des dossiers de Santé par le décret N° 2008-643 du 11 novembre 2008,.
Lors des élections présidentielles de 2016 Kessilé Tchala Saré est candidat pour, dit-il, faire naître un mieux-vivre du Béninois. Il vient en dernière position avec 0,04 % des suffrages obtenus derrière Gatien Houngbédji,,.